# محافظه‌کاری ملی
محافظه‌کاری ملی به گونه‌ای از محافظه‌کاری گفته می‌شود که بیش از محافظه‌کاری متداول به منافع ملی و نیز تقویت هویت فرهنگی و بومی توجه می‌کند.[1] محافظه‌کاران ملی در اروپا اغلب اروپاگریز به‌شمار می‌روند.
احزاب محافظه‌کار ملی از نظر اجتماعی، سنتی، یعنی حامی خانوادهٔ سنتی و ثبات اجتماعی هستند. بر اساس دیدگاه سیگلندِ روزنبرگ، دانشمند اتریشی علوم سیاسی، «محافظه‌کاری ملی خانواده را به مثابه کانون و مرکز هویت، همبستگی و عاطفه می‌ستاید.» از این رو بسیاری از محافظه‌کاران ملی، محافظه‌کاران اجتماعی و طرفدار محدود کردن مهاجرت و وضع سیاست‌های نظم و قانون هستند.
احزاب محافظه‌کار ملی در کشورهای مختلف الزاماً نگرش واحدی نسبت به سیاست اقتصادی ندارند و گستردهٔ دیدگاه-های آنها شامل حمایت از اقتصاد دستوری، اقتصاد مختلط میانه‌رو یا رویکرد لسه‌فر (اقتصاد آزاد) می‌شود. در مورد اول که رایج‌تر نیز هست، محافظه‌کاران ملی را باید از محافظه‌کاران اقتصادی/مالی که اولویت‌های اصلی‌شان سیاست‌های اقتصادی بازار آزاد، مقررات زدایی و محافظه‌کاری مالی است، متمایز کرد. برخی تحلیل‌گران شکاف رو به افزایشی بین محافظه‌کاری ملی و اقتصادی شناسایی کرده‌اند به این نحو که «عمدهٔ احزاب راست‌گرای امروزی توسط محافظه‌کاران اقتصادی اداره می‌شوند که به مراتب گوناگون محافظه‌کاران اجتماعی، فرهنگی و ملی را کنار گذاشته‌اند.»
محافظه‌کاری ملی همچنین با محافظه‌کاری سنت‌گرا مرتبط است.
بیشتر احزاب محافظه‌کار کشورهای اروپای مرکزی و جنوب شرقیِ پساکمونیستی از سال ۱۹۸۹ محافظه‌کار ملی قلمداد شده‌اند.